# Jean-Baptiste Marie Pierre

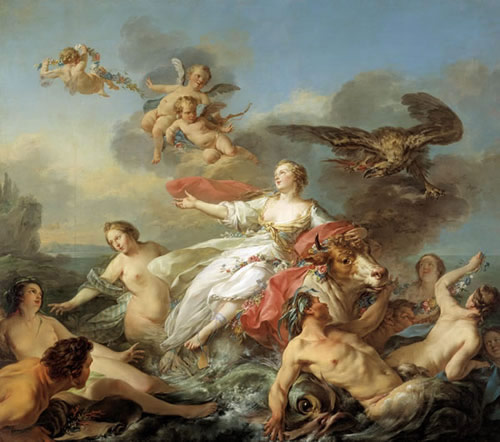
El rapto de Europa (1750), Museo de Arte de Dallas.

Jean-Baptiste Marie Pierre (París, 6 de marzo de 1714 - París, 15 de mayo de 1789) fue un pintor, grabador y dibujante francés.

## Comienzos
Siguió los cursos de pintura de Real Academia de Pintura y Escultura de París y pintó su autorretrato hacia 1732. Ganó el Gran Premio de Pintura de la Academia en 1734, que conllevaba una estancia en Roma en la sede de la academia, entonces en el palacio Mancini, donde residió entre 1735 y 1740 como pensionado del rey. Durante su estancia la Academia de Francia en Roma fue dirigida por Nicolas Vleughels y Jean-François de Troy. De vuelta en París, Pierre es adscrito a la Real Academia de Pintura y Escultura el 29 de abril de 1741, en la que será recibido el 31 de marzo de 1742. En la década de 1740 Pierre destacará en todos los géneros de la pintura y recibirá numerosos encargos de amantes del arte, de la Corte y de la Iglesia. Las obras que presenta en los salones muestran la variedad de su talento: refleja desde escenas sarcásticas y costumbristas hasta grandes composiciones religiosas e históricas, así como obras mitológicas. Su gran éxito le permite ir escalando todos los peldaños de la jerarquía académica: en 1744 es nombrado ayudante de profesor, en 1747 se convierte en el participante más joven elegido para el concurso organizado por Le Normant de Tournehem y Charles Antoine Coypel, lo que le valdrá ser elegido profesor en 1748. 

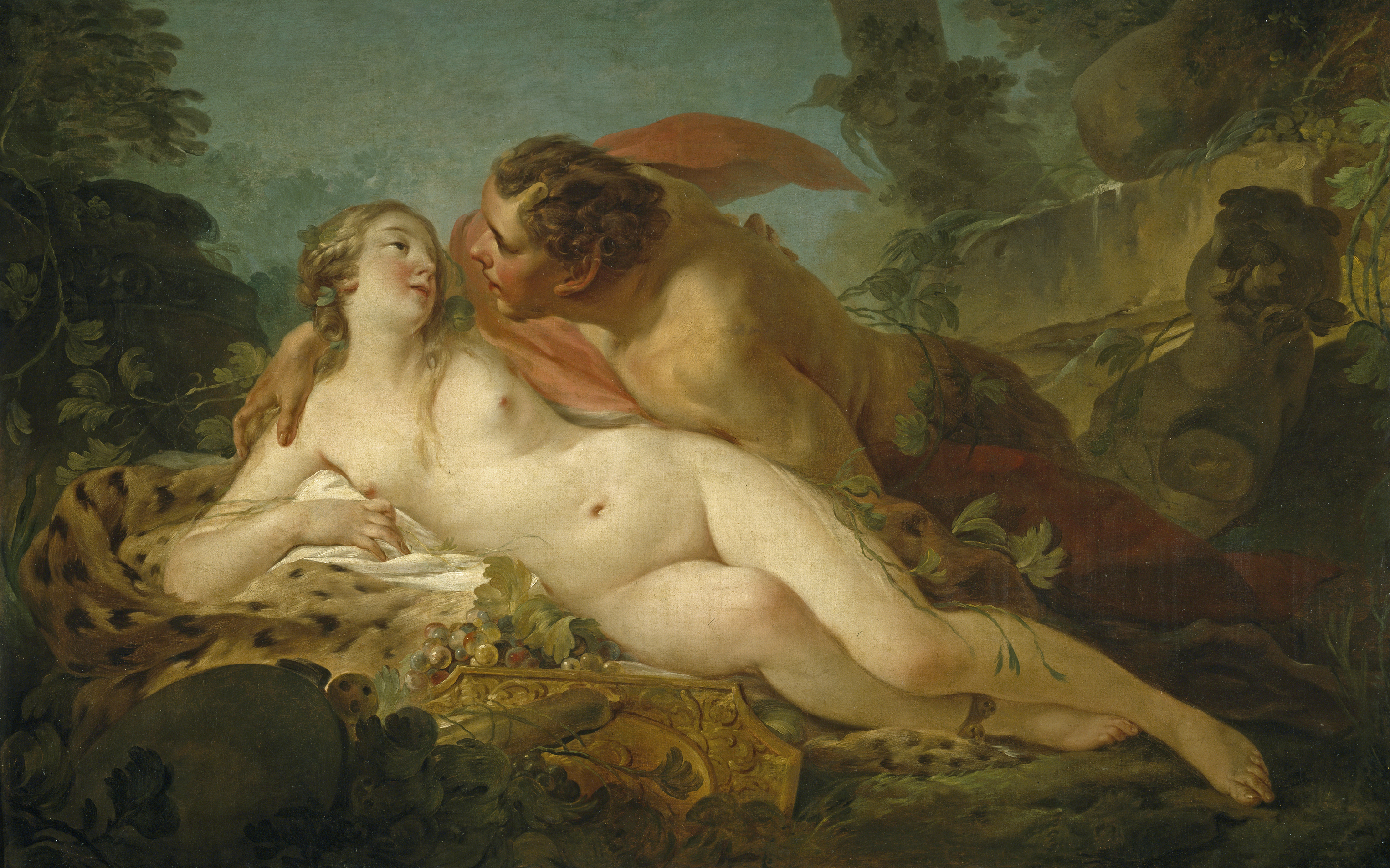
Júpiter y Antíope. Museo del Prado, Madrid.

## Primer pintor del duque de Orleans
En 1752, cuando era ya un pintor muy prestigioso y reconocido por la crítica, fue nombrado Primer Pintor del duque de Orleans. Realizó numerosos diseños para las nuevas habitaciones del su Palacio Real, donde pintó también en un techo La apoteosis de Psique. En 1754, decoró el teatro privado del duque de Orleans en el barrio de Saint-Martin. En el Palacio de Saint-Cloud pintó en 1768 techo en el que representó la historia de Rinaldo y Armida (personajes de la Jerusalén liberada de Torquato Tasso). Entre 1752 y 1757, Pierre pintó dos cúpulas de la iglesia de San Roque de París, con los asuntos de El triunfo de la religión en la que cubre la capilla de la Comunión y de la Asunción de la Virgen, obra inmensa que cubre la capilla dedicada a la Virgen y que está considerada como su obra maestra.

## Primer pintor del rey
En 1762, Pierre fue nombrado caballero de la Orden de San Miguel y en 1770 consigue el cargo de Primer pintor del rey (sucede a François Boucher) y se convierte en director de la Real Academia de Pintura y Escultura.

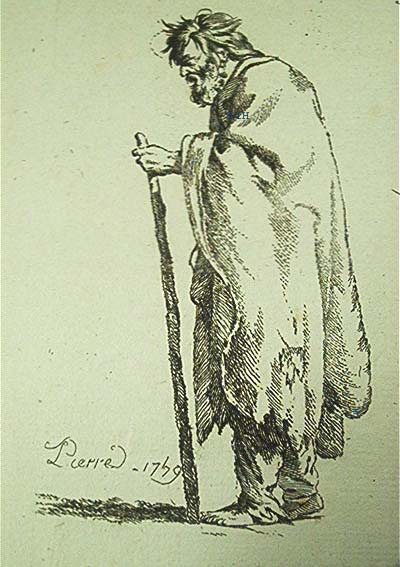
Viejo (1756). Aguafuerte de Jean-Baptiste Marie Pierre que forma parte de una serie titulada Figuras dibujadas del natural entre el pueblo llano de Roma.

Ejerció también las funciones de superintendente de la manufactura real de los Gobelinos. Durante cerca de veinte años, junto al marqués de Marigny, el abbé Terray y -sobre todo- el conde de Angiviller, ejerció una influencia determinante sobre el arte y los artistas de su tiempo. Pierre reservó en esta época su talento sólo para los encargos reales, como los que realizó en Choisy, en el Petit Trianon y en el Palacio de Marly.
Denis Diderot detestaba a Pierre y lo descalifica en sus documentos íntimos (que se publicaron de forma póstuma en 1813, cuando tanto Diderot como Pierre llevaban décadas muertos). Diderot escribió:

Tras una docena de años, cada vez ha ido degenerando más y su podredumbre se ha ido acrecentando a medida que su talento se perdía. Hoy es el más vano y el más corriente de nuestros artistas
DIDEROT, Salon de 1763

En otro texto de 1767, se muestra más moderado en su juicio, alaba sus composiciones y dibujos pero le reprocha su sequedad. 
Pierre murió el 15 de mayo de 1789, en vísperas de la Revolución francesa.

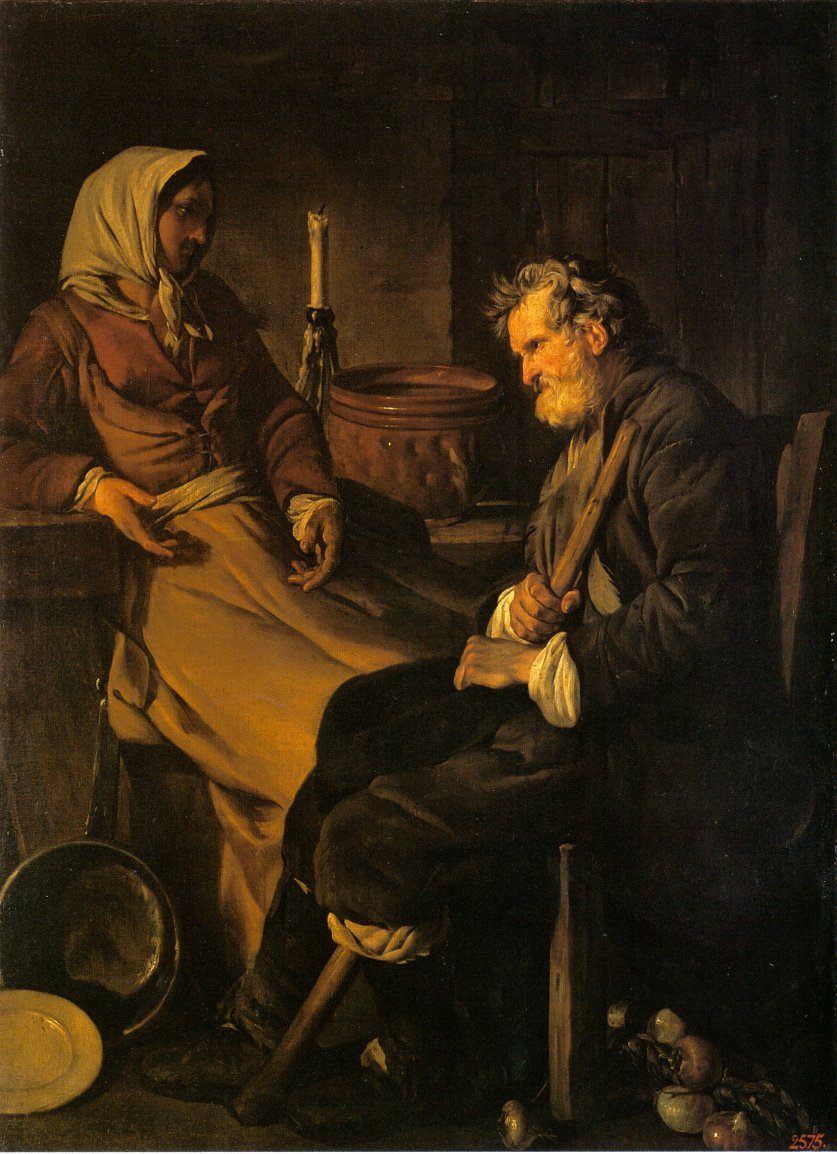
Viejo en la cocina (hacia 1745). Museo del Ermitage, San Petersburgo.

## Alumnos
Entre los alumnos de Jean-Baptiste Marie Pierre destacan artistas como Étienne-Louis Boullée, Louis-Jacques Durameau, Nicolas-René Jollain, Friedrich Reclam, Étienne de La Vallée Poussin, Jean-Jacques-François LeBarbier, Antoine Vestier, Jean-Baptiste Tierce y Hughes Taraval.

## Títulos, órdenes y empleos[1]

### Órdenes

#### Reino de Francia
- 1762 -  Caballero de la Orden de San Miguel.

### Empleos
- 1770 - Premier Peintre du Roi (Primer Pintor del Rey)
- Peintre du Roi (Pintor del Rey)
- 1752 - Premier Peintre de Son Altesse Sérénissime le Duc d'Orléans (Primer Pintor de Su Alteza Serenísima el duque de Orleans)